# إميل الثالث
إميل الثالث (بالإنجليزية: Emil Jones III)‏ (و. 1978  م) هو سياسي أمريكي، هو عضوٌ في الحزب الديمقراطي الأمريكي.

## التعليم
تعلم في جامعة شيكاغو الحكومية، وRobert Morris University Illinois ‏.